# Tour de Taïwan 2017
La 15e édition du Tour de Taïwan a eu lieu du 26 au 30 mars 2017. La course fait partie du calendrier UCI Asia Tour 2017 en catégorie 2.1. L'Espagnol Benjamín Prades remporte l'épreuve.

## Présentation

### Équipes
Classé en catégorie 2.1 de l'UCI Asia Tour, le Tour de Taïwan est par conséquent ouvert aux WorldTeams dans la limite de 50 % des équipes participantes, aux équipes continentales professionnelles, aux équipes continentales et aux équipes nationales.
Vingt équipes participent à ce Tour de Taïwan - trois équipes continentales professionnelles, quinze équipes continentales et deux équipes nationales :
| Équipes continentales professionnelles | Équipes continentales professionnelles | Équipes continentales professionnelles |
| Nom de l'équipe                        | Pays                                   | Code                                   |
| -------------------------------------- | -------------------------------------- | -------------------------------------- |
| Nippo-Vini Fantini                     | Italie                                 | NIP                                    |
| Novo Nordisk                           | États-Unis                             | TNN                                    |
| UnitedHealthcare                       | États-Unis                             | UHC                                    |

| Équipes continentales         | Équipes continentales | Équipes continentales |
| Nom de l'équipe               | Pays                  | Code                  |
| ----------------------------- | --------------------- | --------------------- |
| Action                        | Taipei chinois        | ACT                   |
| Aisan Racing                  | Japon                 | AIS                   |
| Cibel-Cebon                   | Belgique              | CIB                   |
| Cyclesport.se-Memil           | Koweït                | CSM                   |
| Elevate-KHS                   | États-Unis            | ELV                   |
| Giant                         | Chine                 | MSS                   |
| HKSI                          | Hong Kong             | HKS                   |
| Hrinkow Advarics Cycleang     | Autriche              | HAC                   |
| Illuminate                    | États-Unis            | ILU                   |
| IsoWhey Sports-Swiss Wellness | Australie             | IWS                   |
| JLT Condor                    | Royaume-Uni           | JLT                   |
| KSPO-Bianchi Asia             | Corée du Sud          | KSP                   |
| Monkey Town Continental       | Pays-Bas              | MCT                   |
| RTS-Santic Racing             | Taipei chinois        | RTS                   |
| Tabriz Shahrdari              | Iran                  | TST                   |
| Ukyo                          | Japon                 | UKO                   |

| Équipes nationales            | Équipes nationales | Équipes nationales |
| Nom de l'équipe               | Pays               | Code               |
| ----------------------------- | ------------------ | ------------------ |
| Équipe nationale de Russie    | Russie             | RUS                |
| Équipe nationale de Thaïlande | Thaïlande          | THA                |

## Déroulement de la course

### 1reétape
| Classement de l'étape | Classement de l'étape | Classement de l'étape | Classement de l'étape | Classement de l'étape |
|                       | Coureur               | Pays                  | Équipe                | Temps                 |
| --------------------- | --------------------- | --------------------- | --------------------- | --------------------- |
| 1er                   | Edwin Ávila           | Colombie              | Illuminate            | en 1 h 39 min 8 s     |
| 2e                    | Russell Downing       | Royaume-Uni           | JLT Condor            | m.t.                  |
| 3e                    | Paolo Lunardon        | Italie                | RTS-Santic Racing     | m.t.                  |
| modifier              |                       |                       |                       |                       |

| Classement général | Classement général | Classement général | Classement général | Classement général |
|                    | Coureur            | Pays               | Équipe             | Temps              |
| ------------------ | ------------------ | ------------------ | ------------------ | ------------------ |
| 1er                | Edwin Ávila        | Colombie           | Illuminate         | en 1 h 38 min 58 s |
| 2e                 | Russell Downing    | Royaume-Uni        | JLT Condor         | + 2 s              |
| 3e                 | Carlos Alzate      | Colombie           | UnitedHealthcare   | + 5 s              |
| modifier           |                    |                    |                    |                    |

### 2eétape
| Classement de l'étape | Classement de l'étape | Classement de l'étape | Classement de l'étape | Classement de l'étape |
|                       | Coureur               | Pays                  | Équipe                | Temps                 |
| --------------------- | --------------------- | --------------------- | --------------------- | --------------------- |
| 1er                   | James Gullen          | Royaume-Uni           | JLT Condor            | en 2 h 41 min 50 s    |
| 2e                    | Edmund Bradbury       | Royaume-Uni           | JLT Condor            | + 2 s                 |
| 3e                    | Edwin Ávila           | Colombie              | Illuminate            | m.t.                  |
| modifier              |                       |                       |                       |                       |

| Classement général | Classement général | Classement général | Classement général | Classement général |
|                    | Coureur            | Pays               | Équipe             | Temps              |
| ------------------ | ------------------ | ------------------ | ------------------ | ------------------ |
| 1er                | James Gullen       | Royaume-Uni        | JLT Condor         | en 4 h 20 min 45 s |
| 2e                 | Edwin Ávila        | Colombie           | Illuminate         | + 1 s              |
| 3e                 | Edmund Bradbury    | Royaume-Uni        | JLT Condor         | + 9 s              |
| modifier           |                    |                    |                    |                    |

### 3eétape
| Classement de l'étape | Classement de l'étape | Classement de l'étape | Classement de l'étape         | Classement de l'étape |
|                       | Coureur               | Pays                  | Équipe                        | Temps                 |
| --------------------- | --------------------- | --------------------- | ----------------------------- | --------------------- |
| 1er                   | Daniel Summerhill     | États-Unis            | UnitedHealthcare              | en 2 h 45 min 52 s    |
| 2e                    | Anthony Giacoppo      | Australie             | IsoWhey Sports-Swiss Wellness | m.t.                  |
| 3e                    | Brenton Jones         | Australie             | JLT Condor                    | m.t.                  |
| modifier              |                       |                       |                               |                       |

| Classement général | Classement général | Classement général | Classement général            | Classement général |
|                    | Coureur            | Pays               | Équipe                        | Temps              |
| ------------------ | ------------------ | ------------------ | ----------------------------- | ------------------ |
| 1er                | Daniel Summerhill  | États-Unis         | UnitedHealthcare              | en 7 h 6 min 42 s  |
| 2e                 | Anthony Giacoppo   | Australie          | IsoWhey Sports-Swiss Wellness | + 4 s              |
| 3e                 | Marco Zanotti      | Italie             | Monkey Town Continental       | + 6 s              |
| modifier           |                    |                    |                               |                    |

### 4eétape
| Classement de l'étape | Classement de l'étape | Classement de l'étape | Classement de l'étape | Classement de l'étape |
|                       | Coureur               | Pays                  | Équipe                | Temps                 |
| --------------------- | --------------------- | --------------------- | --------------------- | --------------------- |
| 1er                   | Edwin Ávila           | Colombie              | Illuminate            | en 4 h 17 min 10 s    |
| 2e                    | Benjamín Prades       | Espagne               | Ukyo                  | m.t.                  |
| 3e                    | Alan Marangoni        | Italie                | Nippo-Vini Fantini    | m.t.                  |
| modifier              |                       |                       |                       |                       |

| Classement général | Classement général | Classement général | Classement général | Classement général  |
|                    | Coureur            | Pays               | Équipe             | Temps               |
| ------------------ | ------------------ | ------------------ | ------------------ | ------------------- |
| 1er                | Benjamín Prades    | Espagne            | Ukyo               | en 11 h 23 min 56 s |
| 2e                 | Kevin De Jonghe    | Belgique           | Cibel-Cebon        | + 11 s              |
| 3e                 | Edwin Ávila        | Colombie           | Illuminate         | + 14 s              |
| modifier           |                    |                    |                    |                     |

### 5eétape
| Classement de l'étape | Classement de l'étape | Classement de l'étape | Classement de l'étape | Classement de l'étape |
|                       | Coureur               | Pays                  | Équipe                | Temps                 |
| --------------------- | --------------------- | --------------------- | --------------------- | --------------------- |
| 1er                   | Brenton Jones         | Australie             | JLT Condor            | en 4 h 41 min 23 s    |
| 2e                    | Edwin Ávila           | Colombie              | Illuminate            | m.t.                  |
| 3e                    | Luke Keough           | États-Unis            | UnitedHealthcare      | m.t.                  |
| modifier              |                       |                       |                       |                       |

## Classements finals

### Classement général final
| Classement général | Classement général | Classement général | Classement général            | Classement général  |
|                    | Coureur            | Pays               | Équipe                        | Temps               |
| ------------------ | ------------------ | ------------------ | ----------------------------- | ------------------- |
| 1er                | Benjamín Prades    | Espagne            | Ukyo                          | en 11 h 23 min 56 s |
| 2e                 | Edwin Ávila        | Colombie           | Illuminate                    | + 8 s               |
| 3e                 | Kevin De Jonghe    | Belgique           | Cibel-Cebon                   | + 11 s              |
| 4e                 | Rodrigo Araque     | Espagne            | Ukyo                          | + 17 s              |
| 5e                 | Antonio Santoro    | Italie             | Monkey Town Continental       | + 26 s              |
| 6e                 | Mauricio Ortega    | Colombie           | RTS-Santic Racing             | + 41 s              |
| 7e                 | Daniel Summerhill  | États-Unis         | UnitedHealthcare              | + 43 s              |
| 8e                 | Anthony Giacoppo   | Australie          | IsoWhey Sports-Swiss Wellness | + 47 s              |
| 9e                 | Marco Zanotti      | Italie             | Monkey Town Continental       | + 49 s              |
| 10e                | Chen Chien-liang   | Chine              | Action                        | + 55 s              |
| modifier           |                    |                    |                               |                     |

### Classements annexes
| Classement par points | Classement par points | Classement par points | Classement par points         | Classement par points |
| --------------------- | --------------------- | --------------------- | ----------------------------- | --------------------- |
|                       | Coureur               | Pays                  | Équipe                        | Point(s)              |
| 1er                   | Edwin Ávila           | Colombie              | Illuminate                    | 59 points             |
| 2e                    | Marco Zanotti         | Italie                | Monkey Town Continental       | 32 pts                |
| 3e                    | Neil Van der Ploeg    | Australie             | IsoWhey Sports-Swiss Wellness | 30 pts                |
| modifier              |                       |                       |                               |                       |

| Classement de la montagne | Classement de la montagne | Classement de la montagne | Classement de la montagne | Classement de la montagne |
| ------------------------- | ------------------------- | ------------------------- | ------------------------- | ------------------------- |
|                           | Coureur                   | Pays                      | Équipe                    | Point(s)                  |
| 1er                       | Benjamín Prades           | Espagne                   | Ukyo                      | 35 points                 |
| 2e                        | Mauricio Ortega           | Colombie                  | RTS-Santic Racing         | 23 pts                    |
| 3e                        | Michiel Dieleman          | Belgique                  | Cibel-Cebon               | 21 pts                    |
| modifier                  |                           |                           |                           |                           |

| Classement du meilleur jeune | Classement du meilleur jeune | Classement du meilleur jeune | Classement du meilleur jeune | Classement du meilleur jeune |
|                              | Coureur                      | Pays                         | Équipe                       | Temps                        |
| ---------------------------- | ---------------------------- | ---------------------------- | ---------------------------- | ---------------------------- |
| 1er                          | Vladislav Kulikov            | Russie                       | Équipe nationale de Russie   | en 16 h 7 min 16 s           |
| 2e                           | Chien-Hsien Yu               | Taipei chinois               | Action                       | + 1 min 28 s                 |
| 3e                           | Fung Ka Hoo                  | Hong Kong                    | HKSI                         | + 1 min 53 s                 |
| modifier                     |                              |                              |                              |                              |

| Classement du meilleur coureur Asiatique | Classement du meilleur coureur Asiatique | Classement du meilleur coureur Asiatique | Classement du meilleur coureur Asiatique | Classement du meilleur coureur Asiatique |
|                                          | Coureur                                  | Pays                                     | Équipe                                   | Temps                                    |
| ---------------------------------------- | ---------------------------------------- | ---------------------------------------- | ---------------------------------------- | ---------------------------------------- |
| 1er                                      | Chen Chien-liang                         | Chine                                    | Action                                   | en 16 h 6 min 14 s                       |
| 2e                                       | Tomohiro Hayakawa                        | Japon                                    | Aisan Racing                             | + 3 s                                    |
| 3e                                       | Masakazu Ito                             | Japon                                    | Nippo-Vini Fantini                       | + 21 s                                   |
| modifier                                 |                                          |                                          |                                          |                                          |

| \| Classement par équipes \| Classement par équipes \| Classement par équipes \| Classement par équipes \| \| \| Équipe \| Pays \| Temps \| \| ---------------------- \| ---------------------- \| ---------------------- \| ---------------------- \| \| 1re \| Cibel-Cebon \| Belgique \| en 48 h 18 min 4 s \| \| 2e \| Ukyo \| Japon \| + 21 s \| \| 3e \| Illuminate \| États-Unis \| + 41 s \| \| modifier \| \| \| \| |             |            |                    |
| Classement par équipes |             |            |                    |
| | Équipe      | Pays       | Temps              |
| 1re | Cibel-Cebon | Belgique   | en 48 h 18 min 4 s |
| 2e | Ukyo        | Japon      | + 21 s             |
| 3e | Illuminate  | États-Unis | + 41 s             |
| modifier |             |            |                    |

### UCI Asia Tour
Ce Tour de Taïwan attribue des points pour l'UCI Asia Tour 2017, y compris aux coureurs faisant partie d'une équipe ayant un label WorldTeam. De plus la course donne le même nombre de points individuellement à tous les coureurs pour le Classement mondial UCI 2017.
| Position,          | 1er | 2e | 3e | 4e | 5e | 6e | 7e | 8e | 9e | 10e | 11e | 12e | 13e à 15e | 16e à 25e |
| Classement général | 125 | 85 | 70 | 60 | 50 | 40 | 35 | 30 | 25 | 20  | 15  | 10  | 5         | 3         |
| Par étape          | 14  | 5  | 3  |    |    |    |    |    |    |     |     |     |           |           |
| Leader, par étape  | 3   |    |    |    |    |    |    |    |    |     |     |     |           |           |

## Évolution des classements
| Étape              | Vainqueur          | Classement général | Classement par points | Classement de la montagne | Classement du meilleur jeune | Classement du meilleur Asiatique | Classement par équipes        |
| ------------------ | ------------------ | ------------------ | --------------------- | ------------------------- | ---------------------------- | -------------------------------- | ----------------------------- |
| 1                  | Edwin Ávila        | Edwin Ávila        | Russell Downing       | non décerné               | José Alfredo Rodríguez       | Thurakit Boonratanathanakorn     | Illuminate                    |
| 2                  | James Gullen       | James Gullen       | Edwin Ávila           | Benjamín Prades           | Fung Ka Hoo                  | Tomohiro Hayakawa                | IsoWhey Sports-Swiss Wellness |
| 3                  | Daniel Summerhill  | Daniel Summerhill  | Edwin Ávila           | Benjamín Prades           | Vladislav Kulikov            | Tomohiro Hayakawa                | Cibel-Cebon                   |
| 4                  | Edwin Ávila        | Benjamín Prades    | Edwin Ávila           | Benjamín Prades           | Vladislav Kulikov            | Tomohiro Hayakawa                | Cibel-Cebon                   |
| 5                  | Brenton Jones      | Benjamín Prades    | Edwin Ávila           | Benjamín Prades           | Vladislav Kulikov            | Chen Chien-liang                 | Cibel-Cebon                   |
| Classements finals | Classements finals | Benjamín Prades    | Edwin Ávila           | Benjamín Prades           | Vladislav Kulikov            | Chen Chien-liang                 | Cibel-Cebon                   |

## Liste des participants
| Légende                                    | Légende                                                                                                  | Légende                                | Légende                                                                                                  |
| ------------------------------------------ | --- | -------------------------------------- | --- |
| Num                                        | Dossard de départ porté par le coureur sur ce Tour de Taïwan                                             | Pos                                    | Position finale au classement général                                                                    |
| Leader du classement général               | Indique le vainqueur du classement général                                                               | Leader du classement par points        | Indique le vainqueur du classement par points                                                            |
| Leader du classement de la montagne        | Indique le vainqueur du classement de la montagne                                                        | Leader du classement du meilleur jeune | Indique le vainqueur du classement du meilleur jeune                                                     |
| Leader du classement du meilleur Asiatique | Indique le vainqueur du classement du meilleur Asiatique                                                 |                                        | Indique un maillot de champion national ou mondial, suivi de sa spécialité                               |
| #                                          | Indique la meilleure équipe                                                                              | NP                                     | Indique un coureur qui n'a pas pris le départ d'une étape, suivi du numéro de l'étape où il s'est retiré |
| AB                                         | Indique un coureur qui n'a pas terminé une étape, suivi du numéro de l'étape où il s'est retiré          | HD                                     | Indique un coureur qui a terminé une étape hors des délais, suivi du numéro de l'étape                   |
| *                                          | Indique un coureur en lice pour le classement du meilleur jeune (coureurs nés après le 1er janvier 1995) |                                        | |

|}
|}